# Парламентські вибори в Нідерландах 2010
Достроко́ві парла́ментські ви́бори в Нідерла́ндах відбулися в середу 9 червня 2010 року і стали наслідком розвалу коаліції християнських і соціал-демократів в лютому 2010. Причиною останнього стала розбіжність у позиції сил щодо участі нідерландських солдатів у міжнародному військовому контингенті в Афганістані.
21 травня 2010 року відбулися перші дебати по радіо, а 23 травня перші дебати по телебаченню, на яких згідно з соціологічними опитуваннями переміг Марк Рютте.
Перемогу у виборах з невеликою різницею здобули Народна партія за свободу і демократію та Партія праці (31 та 30 місць у парламенті). Третє місце посіла права Партія Свободи (24), яка у передвиборчих гаслах вимагала негайного припинення імміграції в Нідерланди людей незахідного походження. 20 місць здобули християнські демократи. Решту розділили Соціалістична партія, Демократи 66, Зелені ліві, Християнський союз, Реформістська партія та Партія захисту тварин.

## Результати
14 жовтня 2010 року, через 127 днів після виборів було сформовано та приведено до присяги новий уряд, який очолив лідер Народної партії за свободу і демократію Марк Рютте. До складу уряду увійшли, який складається з Народна партія за свободу і демократіюі Християнсько-демократичний заклик які мають меншість у парламенті, проте підтримуються Партією Свободи .
| Партії | Політична ідеологія             | Фронтмен партії     | Голоси    | Місця | +/- | % голосів | % місць |
| --- | ------------------------------- | ------------------- | --------- | ----- | --- | --------- | ------- |
| Народна партія за свободу і демократію                                                                           | Консервативний лібералізм       | Марк Рутте          | 1,896,569 | 31    | +9  | 20.4      | 20.7    |
| Партія праці | Соціал-демократія               | Йоб Коен            | 1,816,647 | 30    | -3  | 19.6      | 20.0    |
| Партія Свободи                                                                                                   | Ліберал-націоналізм, Фортейнізм | Ґеерт Вілдерс       | 1,435,349 | 24    | +15 | 15.5      | 16.0    |
| Християнсько-демократичний заклик                                                                                | Християнська демократія         | Ян Петер Балкененде | 1,270,266 | 21    | -20 | 13.7      | 14.0    |
| Соціалістична партія                                                                                             | Демократичний соціалізм         | Еміль Ремер         | 915,230   | 15    | -10 | 9.9       | 10.0    |
| Демократи 66 | Соціал-лібералізм               | Александер Пехтолд  | 638,562   | 10    | +7  | 6.9       | 6.7     |
| Зелені ліві | Зелена політика                 | Фемке Галсема       | 614,616   | 10    | +3  | 6.6       | 6.7     |
| Християнський союз                                                                                               | Християнська демократія         | Андре Рувет         | 302,584   | 5     | -1  | 3.3       | 3.3     |
| Реформістська партія                                                                                             | Протестантський консерватизм    | Кеес ван дер Стааїй | 162,850   | 2     | +0  | 1.7       | 1.3     |
| Партія захисту тварин                                                                                            | Добробут тварин                 | Маріанне Тіме       | 120,097   | 2     | +0  | 1.3       | 1.3     |
| Гордість за Нідерланди                                                                                           | Консервативний лібералізм       | Ріта Вердонк        | 52,196    | 0     | +0  | 0.6       | 0.0     |
| Загалом |                                 |                     |           | 150   | 0   | 100.0     | 100.0   |
| Явка |                                 |                     | 9,298,078 | –     | –   | 74.6      | –       |
| Джерело:http://nos.nl/dossier/141463-nederland-kiest/tab/46/live/ [Архівовано 12 червня 2010 у Wayback Machine.] |                                 |                     |           |       |     |           |         |